# Magnussoft
Die magnussoft Deutschland GmbH ist ein europaweit agierender Publisher und Softwareentwickler von Computerspielen mit Sitz in Kesselsdorf bei Dresden. Außerhalb Europas tritt magnussoft ausschließlich als Entwickler auf und überlässt das Publizieren anderen Unternehmen.
Bekannt wurde magnussoft in erster Linie durch den Aufkauf von Lizenzen für Software, die ursprünglich für 8-Bit-Heimcomputer der 1980er Jahre programmiert wurde: den Commodore 64, Commodore Amiga, Atari XL/XE und den Atari ST. Es erschienen die allgemeine Serie Retro-Classix und spezielle Versionen, die nur bestimmte Systeme abdeckten, wie zum Beispiel Amiga Classix oder C64 Classix. Von der Zusammenstellung an Software für den Amiga erschienen bis zum Jahr 2008 vier Nachfolgeprodukte.
Das Unternehmen veröffentlichte in den vergangenen zehn Jahren mehr als 160 Titel aus den Rubriken Adventure-, Brett- und Denkspiele bis zu Shootern – aber auch Anwendungen und Lernsoftware. Enthalten sind dabei sowohl Eigenentwicklungen als auch Lizenzproduktionen, die unter verschiedenen Labeln in Deutschland, Österreich, der Schweiz, den Beneluxstaaten, Frankreich, Großbritannien und in den Vereinigten Staaten von Amerika vermarktet werden.
Magnussoft hat sich auf dem Markt sowohl im mittleren als auch im unteren Preissegment etabliert und arbeitet mit langjährigen Vertriebspartnern wie zum Beispiel ak tronic Software & Services, Koch Media und der Verlagsgruppe Weltbild zusammen. Zudem gründete magnussoft zwei weitere Niederlassungen in anderen Teilen Europas.
Der Bekanntheitsgrad innerhalb Deutschlands lässt sich am ehesten auf ZETA, die große Palette von Retro-Spielen und Klassiker wie Aquanoid, Barkanoid oder Plot’s zurückführen.

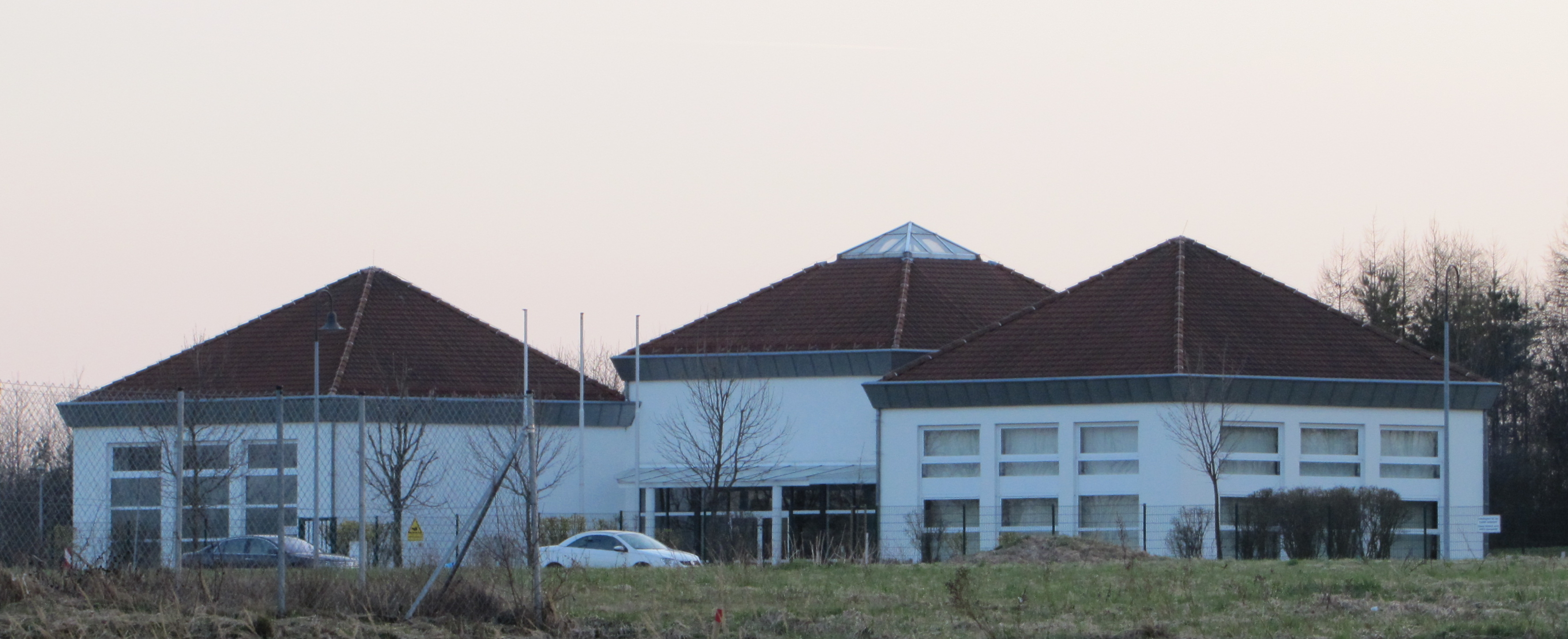
Der Firmensitz von Magnussoft in Kesselsdorf

## Spiele (Auswahl)
- Amiga Classix
- Aquanoid
- Barkanoid
- Boulder Match
- Break It
- C64 Classix
- Colossus Chess
- Dr.-Tool-Serie
- Fix-&-Foxi-Serie
- Jacks Crazy Cong
- Jump Jack
- KLIX
- METRIS
- MiniGolf
- Packs-Serie
- Plot’s
- Pool Island
- Retro-Classix
- Sokoman
- Summer Games, Winter Games und California Games (alle 2009)

## Anwendungen (Auswahl)
- Dr.-Brain-Serie
- Dr.-Tool-Serie (Gehirnsport, Augen-Training, Mathe Trainer)
- Driver Cataloger
- Easy Bootmanager (Bootmanager 2000, Power Bootmanager)
- Typing Tutor
- Video Converter Ultimate
- Audio Converter Ultimate
- Absolute Screen Recorder
- PDF Director
- PDF Converter Ultimate

## Lernsoftware (Auswahl)
- Deutsch, Englisch und Mathe für Zwerge
- Deutsch, Mathe und Sachkunde – Pfiffikus
- Deutsch- und Mathe-Compilation
- Fahrschule
- Deutsch, Mathe und Sachkunde 1.–4. Klasse

## Kritik
Im Jahre 2006 geriet magnussoft durch die Weiterentwicklung des BeOS-Nachfolgers ZETA OS in öffentliche Kritik und stellte daraufhin die Finanzierungen des Projektes ein.

## Rechte
Seit Mitte 2006 besitzt magnussoft die Lizenzrechte zur Entwicklung und zum Vertrieb von Fix und Foxi im PC-Spiele-Bereich. Der Vertrag hierfür wurde mit der Kauka Promedia geschlossen, die die vielfältigen Charaktere, die Rolf Kauka im Laufe von 50 Jahren geschaffen hat, verwaltet. Anfang 2007 veröffentlichte magnussoft die ersten Fix-&-Foxi-PC-Spiele wie zum Beispiel Fix und Foxi verrücken das Labyrinth, Fix und Foxi Spielzeugfabrik und Lupos Big Adventure.

## Warenzeichen
- Amiga Classix
- Aquanoid
- Barkanoid
- C64 Classix
- Dr. Brain
- Dr. Tool
- Epyx
- Retro Classix